# Lijst van beelden in Laarbeek
Dit is een (onvolledige) chronologische 'lijst van beelden in Laarbeek. Onder een beeld wordt hier verstaan elk driedimensionaal kunstwerk in de openbare ruimte van de Nederlandse gemeente Laarbeek, waarbij beeld wordt gebruikt als verzamelbegrip voor sculpturen, standbeelden, installaties en overige beeldhouwwerken.
| Geplaatst   | Omschrijving                                  | Kunstenaar                                          | Straat                                          | Plaats       | Afbeelding |
| ----------- | --------------------------------------------- | --------------------------------------------------- | ----------------------------------------------- | ------------ | --- |
| 16e eeuw    | Hagelkruis                                    |                                                     | Hagelkruisweg (Hoge Akkers)                     | Aarle-Rixtel | |
| 1846        | Onze Lieve Vrouw / MoederGods                 | Peters (Antwerpen)                                  | Dorpsstraat                                     | Aarle-Rixtel | Onze Lieve Vrouw |
| 1897        | 4 heiligenbeelden                             | Cuypers & Co                                        | Dorpsstraat                                     | Aarle-Rixtel | |
| rond 1900   | H. Michaël                                    |                                                     | Kerkstraat, bij St-Michaëlkerk                  | Beek en Donk | |
| onbekend    | Wegkruis (Aarle-Rixtel)                       |                                                     | Bosscheweg / Helmondseweg                       | Aarle-Rixtel | |
| 1922        | Heilig Hartbeeld (Donk)                       | Jan Custers                                         | Kapelstraat, bij St-Leonarduskerk               | Donk         | |
| 1925        | Heilig Hartbeeld (Aarle-Rixtel)               | Jules Déchin ("Proprieté J.Prouvost-Denonvilliers") | Dorpsstraat, bij OL Vrouw Presentatiekerk       | Aarle-Rixtel | |
| 1925        | Heilig Hartbeeld (Beek)                       | August Falise                                       | Kerkstraat, bij St-Michaëlkerk                  | Beek         | |
| 1935        | Heilig Hartbeeld (Lieshout)                   |                                                     | Ribbiusstraat , R.K. kerk                       | Lieshout     | H.Hartbeeld |
| 1935        | Maria                                         |                                                     | Processiepark                                   | Mariahout    | |
| 1935        | Bernadette                                    | Gebr van Eck                                        | Pocessiepark                                    | Mariahout    | |
| 1961        | Harrie Swinkels                               | Bombeeck                                            | Koppelstraat, Muziektuin                        | Beek en Donk | Harrie Swinkels |
| 1967        | Maria met kind                                | Felix van der Linden                                | Processiepark                                   | Mariahout    | |
| 1968        | Drie spelende kinderen                        | Harry van de Boel                                   | Bibliotheek                                     | Lieshout     | |
| 1968        | Phoenix                                       | Harry van de Boel                                   | De Klumper, Basisschool de Fontein              | Lieshout     | |
| 1970?       | Angela Merici (Reliëf)                        | Frans Cox                                           | Heindertweg / Dorpsstraat                       | Aarle-Rixtel | H.Angela Merici |
| 1971        | Het spelend kind                              | Louis Schutte                                       | Otterweg                                        | Beek en Donk | Het spelend kind |
| 1975?       | Boer zaait en oogst                           |                                                     | Brouwersstraat                                  | Beek en Donk | |
| 1978        | De Berenfamilie                               | A Landman                                           | Molenweg, Basisschool de Muldershof             | Beek en Donk | |
| 1979        | Drie ganzen                                   |                                                     | Kouwenberg                                      | Aarle-Rixtel | Drie Ganzen |
| 1982        | De Teugelder                                  | Liesbeth Koppens                                    | Koppelstraat                                    | Beek en Donk | De Teugelder |
| 1983        | Pastoor Jacq. R.A. van Eijndhoven             | Truus Coumans                                       | Mariastraat                                     | Mariahout    | Pastoor JRA van Eijndhoven                                                                                           |
| 1985        | De Raoper                                     | Truus Coumans                                       | Heuvel                                          | Lieshout     | De Raoper |
|             | (muurreliëf)                                  |                                                     | Havenweg2                                       | Aarle-Rixtel | muurreliëf |
| 1986        | Bejaard echtpaar                              | Pier van Leest                                      | Franciscushof                                   | Lieshout     | Bejaard Echtpaar |
| 1989        | De Mulder (Nationaal monument)                | Charles Vergouwen                                   | Molenstraat / Burg.Mostermanslaan               | Lieshout     | De Mulder |
| 1990        | De Klokkengieter                              | Pier van Leest                                      | Dorpsstraat                                     | Aarle-Rixtel | De Klokkengieter |
| 1990        | De Meet                                       | Pier van Leest                                      | Dorpsstraat                                     | Lieshout     | De Meet |
| 1990        | De Vaandeldrager                              | Niek van Leest                                      | Heuvel                                          | Lieshout     | De Vaandeldrager |
| 1990        | Het Nonneke                                   | Rieky Wijsbek                                       | Franciscushof                                   | Lieshout     | Het Nonneke |
| 1990        | Sparen en spelen                              | Toon Grassens                                       | Heuvel                                          | Lieshout     | Sparen en Spelen |
| 1991 / 2003 | Paard van Tetje                               | Harry Storms                                        | Heindertweg, Zonnetij                           | Aarle-Rixtel | |
| 1993        | De Spijkermaker                               | Toon Grassens                                       | Piet van Thielplein / Koppelstraat              | Beek en Donk | De Spijkermaker |
| 1993        | Tweekamp                                      | Ruud Ringers                                        | Papenhoef (de Klumper)                          | Lieshout     | Tweekamp |
| 1994        | Ainsi soit-elle (Ingekeerd)                   | Maïté Duval                                         | Koppelstraat                                    | Beek en Donk | Ainsi soit-elle |
| 1994        | Tinus Vermeulen                               | Toon Grassens                                       | Oranjeplein                                     | Mariahout    | Tinus Vermeulen |
| 1995        | Contraction / Attirance                       | JeanMarianne Bremers                                | Bosscheweg / De Duivenakker                     | Aarle-Rixtel | Contraction |
| 1995        | De Gildebroeder                               | Joep van Hout                                       | 't Heuveltje, Dorpsstraat                       | Aarle-Rixtel | De Gildebroeder |
| 1995        | De Heikneuter                                 | Toon Grassens                                       | Bernadettestraat, Dorpshuis                     | Mariahout    | De Heikneuter |
|             | Duet                                          | Martien Hendriks                                    | Baron van Leefdaelstraat / Koppelstraat         | Beek en Donk | Duet |
| 1997        | Gracieuze                                     | Renée van Leusden                                   | Koppelstraat(Muziektuin)                        | Beek en Donk | Gracieuze |
| 1998        | Toekomst door SAMENSPEL                       | Toon Grassens                                       | Servaasplein                                    | Lieshout     | Gilde |
|             | De Ontmoeting                                 | Wim Heesakkers                                      | Koppelstraat                                    | Beek en Donk | De Ontmoeting |
| 2002        | Vensters in het Landschap (10 Paardenbeelden) | Handle with Care                                    | Provinciale weg N279                            | Beek en Donk | Vensters in het Landschap 10 · Vensters in het landschap 2 · Vensters in het landschap 3 · Vensters in het landschap |
| 2004        | Accretio                                      | Ron van de Ven                                      | Provinciale weg (N615), Bavaria-rotonde         | Lieshout     | |
| 2004 ?      | Spirit                                        | Renée van Leusden                                   | Magnolia                                        | Beek en Donk | Spirit |
| 2009        | Koning Lodewijk Napoleon Weldoener            | Ria Nooijen                                         | De Kouwenberg                                   | Aarle-Rixtel | |
| 2010        | Martien Coppens                               | Joep Coppens                                        | Heuvel                                          | Lieshout     | Martien Coppens |
| 2010        |                                               |                                                     | Burgemeester van der Weidenlaan / Waterhoenlaan | Beek en Donk | |
| 2012        | Monument voor zusters van liefde              | Ton van Duppen-Smits                                | Bosscheweg                                      | Aarle-Rixtel | Monument voor de Zusters van Liefde                                                                                  |
| 2016        | 'Kwizut' Insectenhotel                        | Nicole de Leest                                     | Koppelstraat                                    | Beek en Donk | Kwizut Insectenhotel                                                                                                 |
| 2016        | De Berk                                       | Stan Elings                                         | Lieshoutseweg                                   | Beek en Donk | |
| 2017        | Gretschenvogel                                | Cees Meijer                                         | Janssensweg                                     | Aarle-Rixtel | |
| 2021        | Foglia Pesante                                | Cees Meijer                                         | Groes                                           | Beek en Donk | Foglia Pesante |
| 2021        | Eustachius van Lieshout                       | Edu Santos                                          | Dorpsstraat, kerk                               | Aarle-Rixtel | Eustachius |
| 2023        | Het Paard (1969?)                             | Theo van Amstel                                     | Broek                                           | Mariahout    | Het Paard |
| 2023        | Tre libri volanti (Arlenius)                  | Jack Wilting                                        | Kerkstraat / Opstal                             | Aarle-Rixtel | Arlenius |